# Vestal

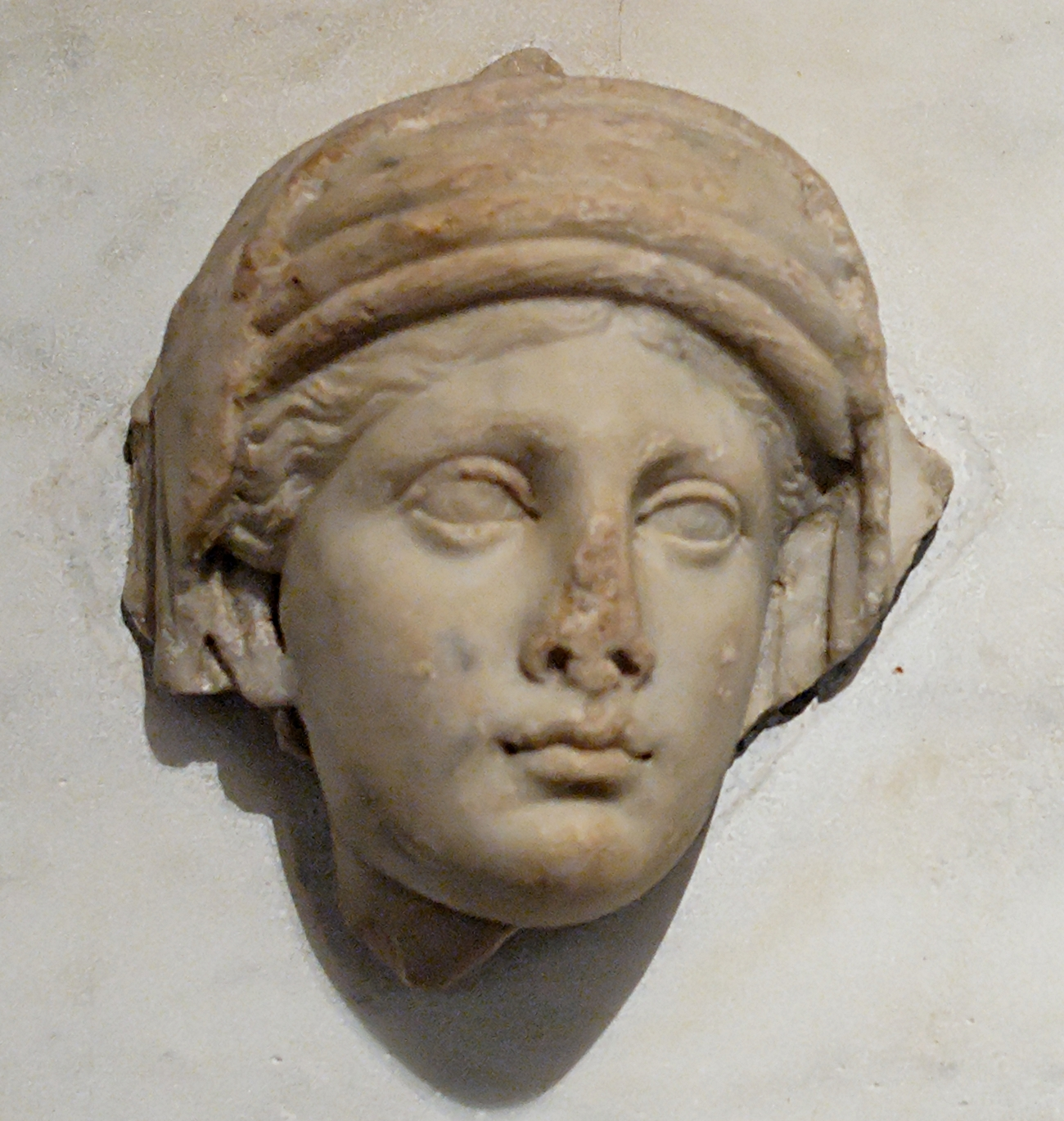
Relieve de una vestal (117-138 d. C.), Del Palatino.

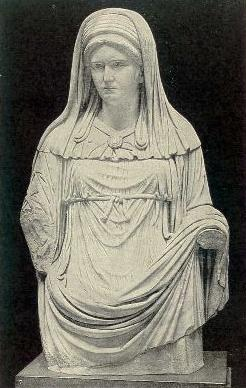
Representación romana de una "Suma Vestal" Virgo Vestalis Maxima.

Vestal (del latín, Vestalis y plural, Vestales), en la religión de la Antigua Roma, era una sacerdotisa consagrada a la diosa del fuego y del hogar Vesta. Originalmente, es probable que fueran dos, cuatro en tiempos de Plutarco y posteriormente, seis. De su importancia dan prueba que el Colegio de las Vestales y su bienestar eran considerados fundamentales para la continuidad y seguridad de Roma. Eran sacerdotisas públicas Vesta publica populi Romani Quiritium y, como tales, constituían una excepción en el mundo sacerdotal romano, que estaba casi por entero compuesto de hombres.
Finalmente, el 27 de febrero de 380, el emperador Teodosio I el Grande declaró el cristianismo la única religión imperial legítima, acabando con el apoyo del Estado a la religión romana tradicional y prohibiendo la adoración pública de los antiguos dioses. El templo de Vesta fue cerrado en 391 y Celia Concordia dimitió como vestalis maxima en 394. Hacia el final de su vida, se convirtió al cristianismo, doce años después.

## Acceso y características del servicio
Las vestales debían ser vírgenes, de padre y madre patricios, y de gran hermosura. Eran seleccionadas por el Pontífice Máximo a la edad de seis a diez años. Su mayor responsabilidad era mantener encendido el fuego sagrado del templo de Vesta, situado en el Foro romano por lo que tenían restringidos sus movimientos. Estaban liberadas de las obligaciones sociales habituales de casarse y tener hijos, y tenían voto de castidad para dedicarse expresamente al estudio y correcta observancia de los rituales estatales que no podían efectuar los colegios sacerdotales masculinos, como la preparación de la mola salsa que se utilizaba en sacrificios estatales. Iban tocadas con un velo en la cabeza y portaban una lámpara encendida entre las manos.
Cuando una candidata a vestal era seleccionada, era separada de su familia, conducida al templo donde le eran cortados los cabellos. Estos, después, eran ofrecidos a la diosa Vesta colgándolos de un árbol viejo del bosque sagrado que se encontraba junto al aedes.
El servicio como vestal duraba treinta años, diez de los cuales estaban dedicados al aprendizaje, diez al servicio propiamente dicho y diez a la instrucción de nuevas vestales. Transcurridos estos años podían casarse si querían, aunque casi siempre lo que ocurría es que las vestales retiradas decidían permanecer célibes en el templo.
Su ocupación fundamental era guardar el fuego sagrado. Si este llegaba a extinguirse, entonces se reunía el Senado, se buscaban las causas, se remediaban, se purificaba el templo y se volvía a encender el fuego. El fuego era encendido usando la luz solar como fuente de ignición concentrada por un espejo cóncavo. La vestal que hubiera estado de guardia cuando el fuego se apagaba era azotada.
Además de privilegios y honores por todas partes, las vestales podían testar aún viviendo sus padres. Incluso disponer de lo suyo sin necesidad de tutor o curador. Las vestales tenían el privilegio de absolver a un condenado a muerte que encontraran cuando este era conducido al cadalso, siempre y cuando se demostrase que el encuentro había sido casual. Cualquier ofensa contra ellas podía ser castigada con la muerte.
El perder la virginidad era considerada una falta peor incluso que el permitir que se apagase el fuego sagrado. Inicialmente, el castigo era la lapidación; luego esta pena fue sustituida por el decapitamiento y el enterramiento en vida y a su amante se le conducía al suplicio. Sin embargo, solo se conocen veinte casos en los que esta falta fue detectada y castigada.
Las vestales fueron disueltas por el emperador Teodosio el Grande en el año 394.

## Vestimenta

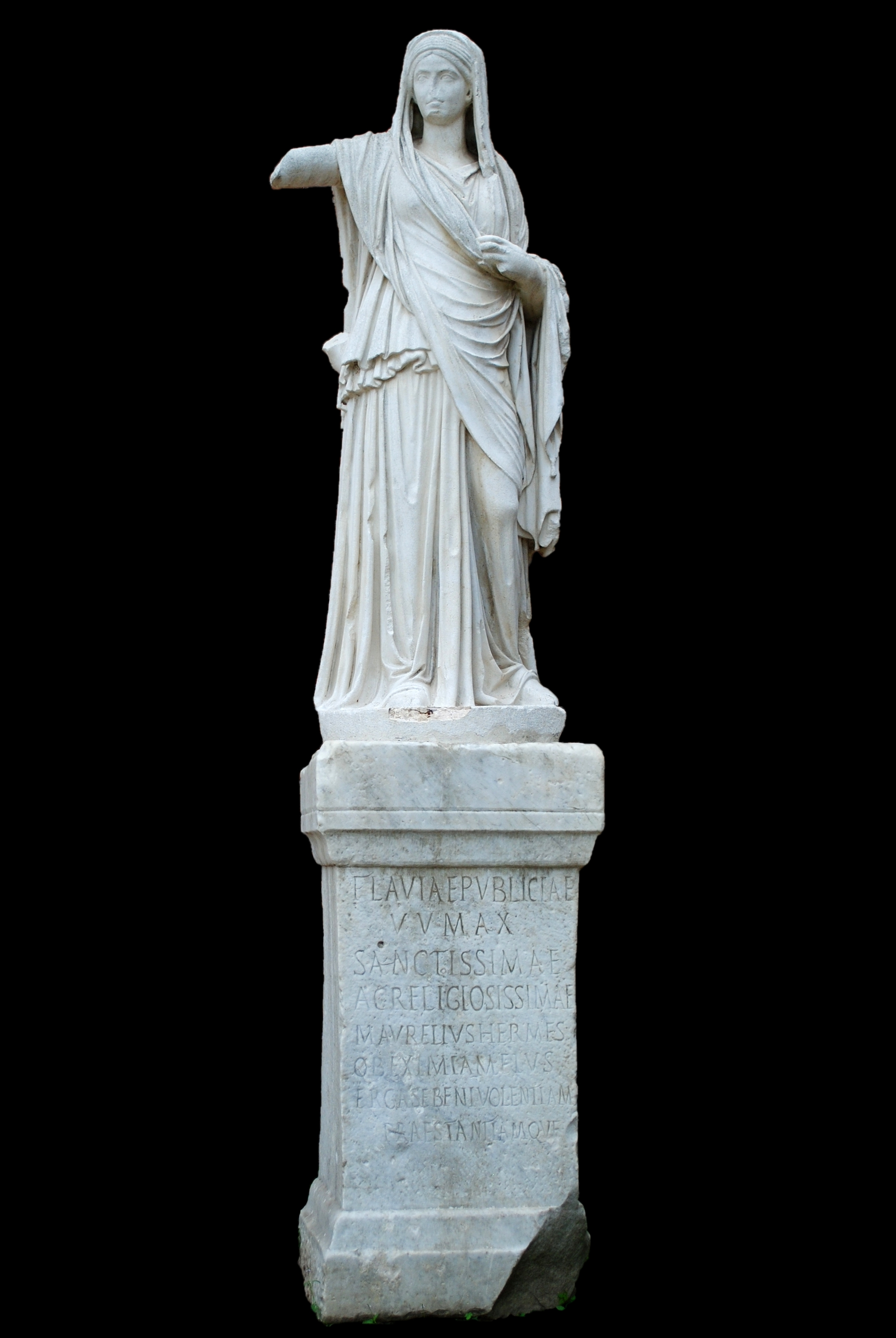
Vestal sobre un pedestal honorario, procedente de la Domus Vestalis en Roma,

Su vestimenta principal constaba de una ínfula, un sufíbulo (suffibulum) y una palla. La ínfula era una especie de venda, que era usada por sacerdotes y otras figuras religiosas en Roma; la de las vestales era de lana blanca. El sufíbulo era un velo blanco de lana que era utilizado durante rituales y sacrificios. Generalmente, debajo tenían cintas de lana de color rojo y blanco, que simbolizaban, la primera, el compromiso de las vestales para mantener el fuego de Vesta y la segunda, su voto de pureza. La palla era un simple chal, largo, típico de la vestimenta de las mujeres romanas que se recogía con un alfiler sobre su hombro izquierdo.

## Vestalis Maxima

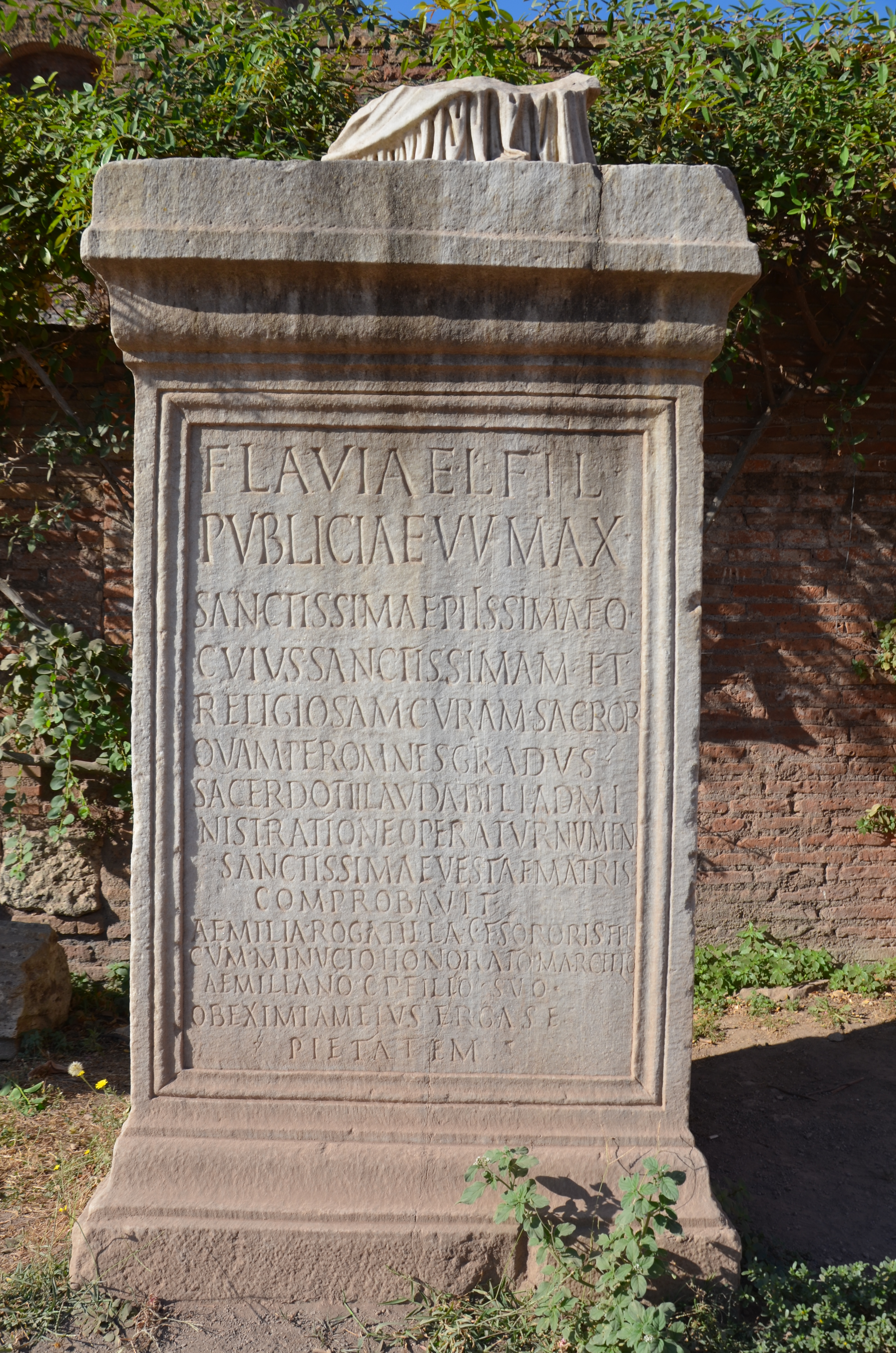
Pedestal de una estatua procedente de la casa de las Vestales en el Foro romano dedicada a Flavia Publicia, vestal máxima bajo Filipo el Árabe.

La gran vestal (Virgo Vestalis Maxima o Vestalium Maxima, "la más grande de las Vestales" o "suma vestal") supervisaba las tareas de las vestales y estaba presente en el Colegio de Pontífices. Según Tácito, la Vestalis Maxima Occia presidió el Colegio de las vestales durante 57 años. La última suma vestal conocida fue Coelia Concordia en el 380.
La Vestalium Maxima fue la más importante suma sacerdotisa de Roma. La flaminica dialis y la regina sacrorum mantuvieron la responsabilidad en exclusiva para determinados ritos religiosos, pero su oficio se realizaba como parte de una pareja.

## Algunas vestales
Las vestales legendarias más conocidas fueron Rea Silvia, madre mítica de los fundadores de Roma, Rómulo y Remo; y Aemilia, que, según la leyenda, cuando el fuego sagrado se extinguió en una ocasión, oró a Vesta suplicándole ayuda, y milagrosamente se reavivó al tirar un trozo de su vestido en los rescoldos apagados.

## Casa de las vestales

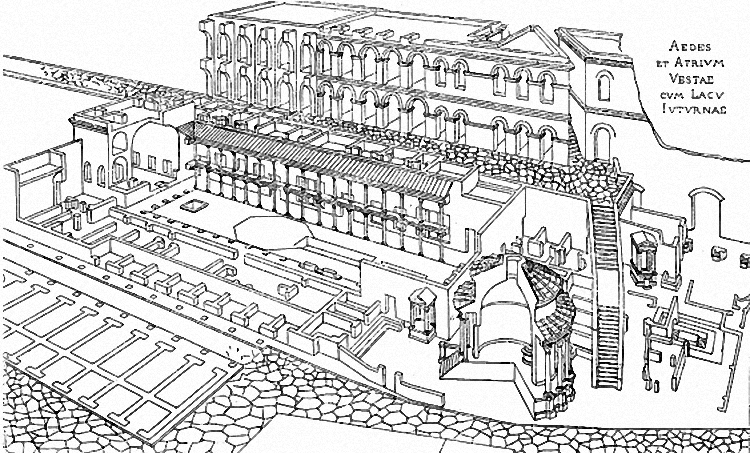
Reconstrucción de la Casa de las Vestales por Christian Huelsen (1905).

La Casa de las Vestales era la residencia de las sacerdotisas vestales en Roma, y esta detrás del Templo de Vesta, donde se conservaba el fuego sagrado, el Atrium Vestiae era un edificio de tres plantas al pie del Monte Palatino.

## Fiestas de las vestales
Las fiestas principales de Vesta eran las Vestalias (Vestalia) que se celebraban del 7 al 15 de junio. Únicamente el primer día, las madres de familia que traían comida podían acceder a su santuario, donde normalmente nadie podía entrar, excepto las propias vestales. Las ceremonias eran oficiadas por las vestales y recogían grano y pasteles salados para la fiesta. Era la única ocasión en que preparaban la mola salsa, porque era el momento más sagrado de Vesta, y tenía que hacerse de forma perfecta, ya que se utilizaría posteriormente en todos los sacrificios públicos.